# Eluveitie
«Eluveitie» («Елвейті») — швейцарський фолк-метал гурт, створений 2002 року. Музиканти використовують поряд з електричними гітарами, басом і барабани також традиційні народні інструменти, такі як волинки, скрипки і колісні ліри.

## Історія

### Formation, ранні релізи та Spirit (2002-2007)
Після численних невдалих спроб створити справжній гурт, Крігель "Кріґель" Ґланцманн створив Eluveitie взимку 2002 року як студійний проект, у якому на кожному треку грали різні музиканти. Музиканти не мали жодних зобов'язань перед гуртом, окрім запису своїх партій у студії. Назва гурту походить від графіті, знайденого в Мантуї близько 300 року до н.е. Етруськими літерами було написано "eluveitie", що інтерпретується етруською мовою, як "elvetios" ("швейцарці"). Ймовірно, напис був посиланням на народ гельветів, що мешкав у Мантуї.
У жовтні наступного року вийшла платівка MCD Vên (гельвеційською "дика радість"). Після того, як Кріґель вирішив зробити Eluveitie справжнім гуртом, а не студійним проектом, він зібрав ще дев'ятьох музикантів, перетворивши його на повноцінну групу з десяти учасників.
Незабаром після цього гурт відіграв свої перші концерти, в тому числі на швейцарському метал-фестивалі Elements of Rock, і Eluveitie підписали контракт з голландським лейблом Fear Dark, який випустив перезаписаний альбом Vên у 2004 році. Були й інші живі виступи, наприклад, на деяких заходах "Fear Dark Festivals", і навіть на розігріві у відомих міжнародних паган-фолк-метал-гуртів, таких як Korpiklaani і Cruachan. (У цей час Кріґель відправив перший MCD Кіту з Cruachan, щоб той висловив свою думку). На той момент гурт став повноцінним, і 6 з 10 учасників пішли з різних причин, залишивши Кріґеля Ґланцманна, Севана Кірдера, Мері Тадіча і Діде Марфурта продовжувати роботу з новими учасниками. Вони рекрутували ще шістьох учасників, включаючи брата Севана Кірдера - Рафі на бас-гітарі.
Обмежений тираж триб'ют-альбому німецько-ісландського гурту Falkenbach був виданий у 2006 році на честь їхнього 15-річчя. До альбому увійшла кавер-версія пісні Eluveitie "Vanadis". У другому кварталі 2006 року на лейблі Fear Dark вийшов альбом під назвою Spirit. Хоча офіційною датою релізу було 1 червня 2006 року, його можна було почути під час першого офіційного "туру" в рамках серії фестивалів "Fear Dark Festivals" у травні 2006 року, граючи разом із колегами по лейблу Morphia (HOL) і Royal Anguish (США), а також Taketh (SWE). 
На початку 2006 року Сару Вокес замінила Анна Мерфі на гурті колісній лірі , а скрипалька Лінда Сутер покинула склад гурту, залишивши Eluveitie у складі восьми музикантів, який залишився незмінним - хоча і з деякими змінами у складі - до сьогоднішнього дня.

### Slania,Evocation Iта Everything Remains (2007-2012)
У листопаді 2007 року гурт Eluveitie підписали контракт з лейблом Nuclear Blast. Новий студійний альбом Slania (ім'я дівчини, яке Хріґель побачив на надгробку 2500-річної давнини) вийшов 15 лютого 2008 року. 4 червня 2008 року брати Рафі і Севан Кірдер (басист і волинщик відповідно) оголосили на своїх сторінках на MySpace, що покидають Eluveitie після концерту на Metal Camp Open Air в Словенії 8 липня 2008 року.

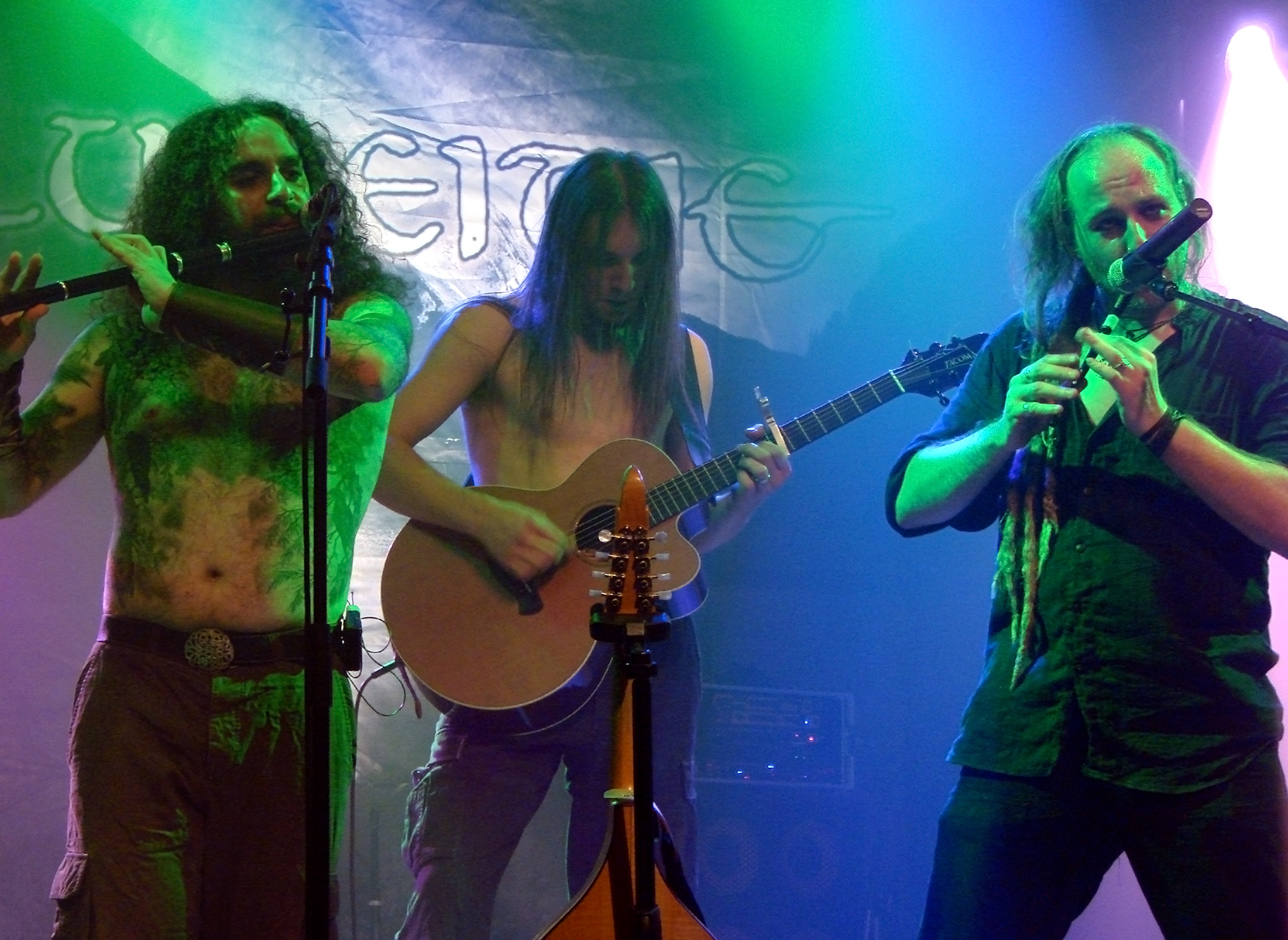
Eluveitie на Cernunnos Fest в La Locomotive, Париж. 16.12.2007

Наступний проект Eluveitie, Evocation, був анонсований у 2008 році. Перша частина альбому, Evocation I: The Arcane Dominion, вийшла у квітні 2009 року. Гурт випустив офіційне спеціальне видання цього нового альбому під назвою Slania/Evocation I - The Arcane Metal Hammer Edition у травневому випуску Metal Hammer, журнал вийшов 15 квітня 2009 року і містив вісім пісень з Evocation I: The Arcane Dominion і п'ять з Slania.
Eluveitie оголосили на своєму сайті 17 вересня 2009 року, що працюють над новим альбомом під назвою Everything Remains (As It Never Was). Весь альбом був доступний для "повного попереднього прослуховування" на сторінці гурту на MySpace 12 лютого, і залишався доступним до європейського релізу. Альбом вийшов 19 лютого 2010 року. Eluveitie багато гастролювали по Європі та Північній Америці у 2010 році. У серпні 2010 року вони отримали нагороду Metal Hammer "Up and Coming 2010" на фестивалі Wacken Open Air.

### Helvetios та Origins (2012–2015)
У 2012 році Eluveitie випустили ще один метал-альбом Helvetios, який отримав дуже схвальні відгуки. В інтерв'ю журналу Metal Blast Хріґель Ґланцманн розповів, що вже почав писати новий матеріал для Evocation II, наступника акустичного альбому 2009 року, а також кілька нових метал-пісень.
Під час гастролей у Південній Америці Анна Мерфі, вокалістка гурту, захворіла 26 січня 2013 року і була змушена терміново вилетіти до Швейцарії. Незважаючи на це, гурт продовжив тур без неї.
29 серпня 2013 року стало відомо, що Eluveitie працюють над новим альбомом, і що їхній світовий тур Helvetios стане останнім виступом наживо (окрім фестивалю Eluveitie & Friends) перед повною роботою над новим альбомом. 11 грудня 2013 року стало відомо, що Ніколь Анспергер стане наступницею багаторічної учасниці гурту Мері Тадіч на скрипці.

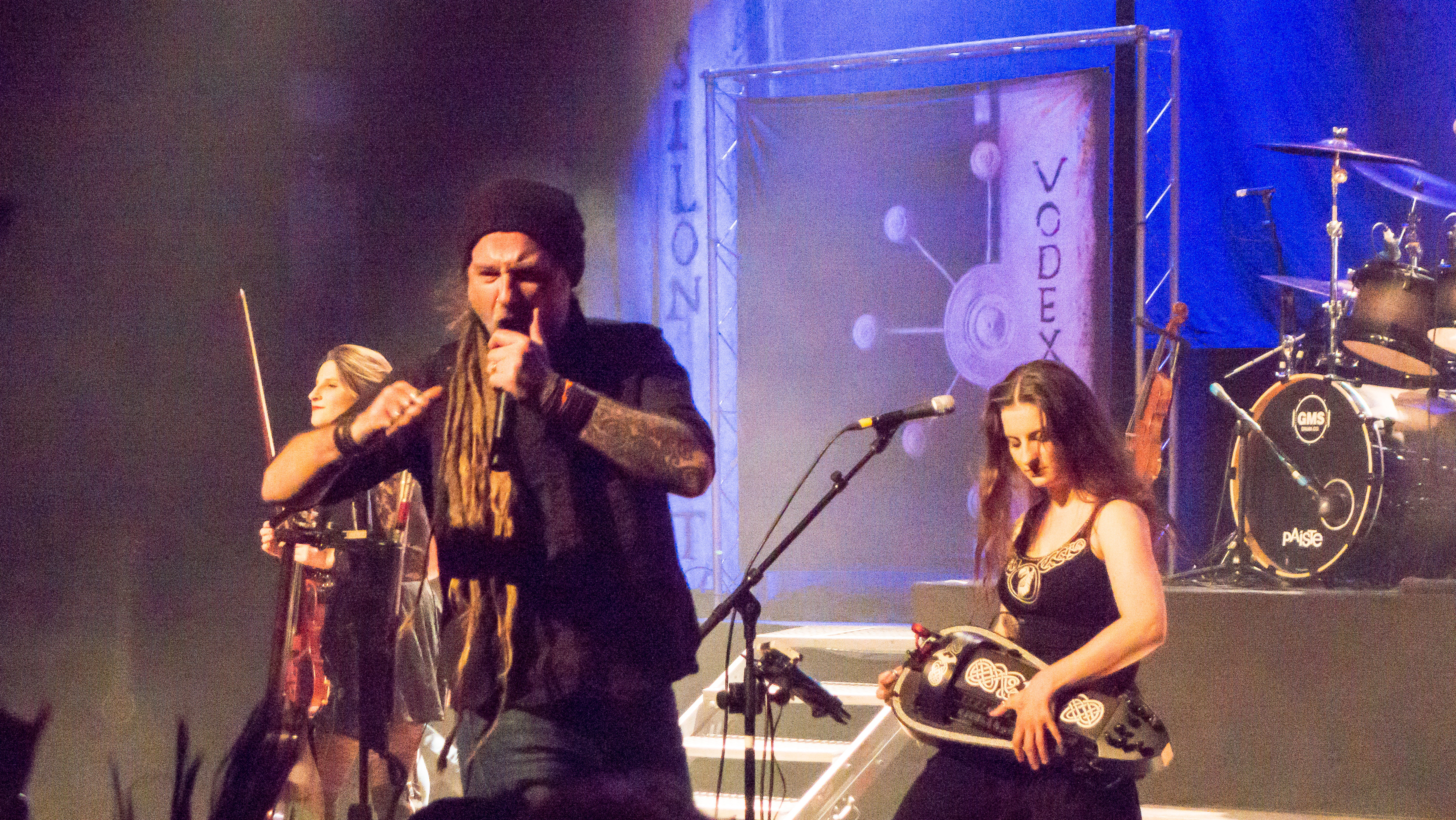
Eluveitie в Тонексі, 17 жовтня 2015 року

У березні 2014 року Eluveitie виграли національну премію Swiss Music Awards у номінації "Кращий живий гурт". У квітні 2014 року гурт оголосив про хедлайнерське європейське турне з групами підтримки Аркона та Skálmöld. 14 травня гурт оголосив про новий альбом, реліз якого заплановано на 1 серпня 2014 року, під назвою Origins. Також була випущена оригінальна обкладинка, створена Хріґелем Ґланцманном, разом з темою альбому, яка в основному обертається навколо галльської міфології.

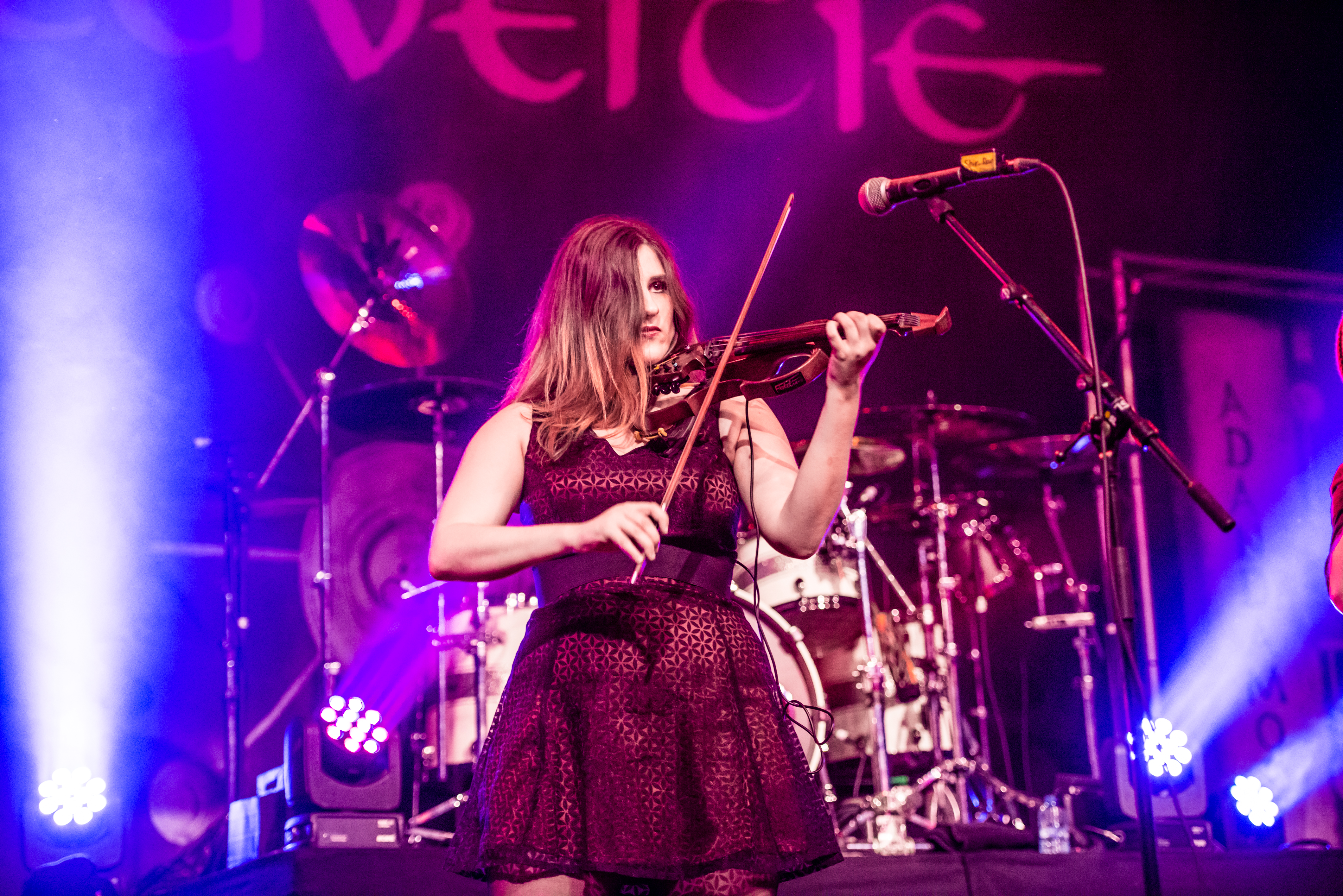
22 листопада 2015 року

На початку червня гурт оголосив на своїй сторінці у Facebook, що 13 числа того ж місяця вийде перший сингл Origins під назвою "King". 3 липня 2014 року Eluveitie випустили офіційне відео на пісню. У листопаді, посеред європейського хедлайнерського туру, Патріка "Päde" Кістлера було замінено на Маттео Сісті. Після тижня мовчання він опублікував заяву на своїй офіційній сторінці у Facebook, в якій пояснив свою точку зору з приводу відставки.

### Зміни у складі та Evocation II (2015-2017)
3 серпня 2015 року гурт оголосив про відхід скрипальки Ніколь Анспергер, оскільки її сімейна ситуація, за її словами, "...унеможливлює для мене постійне перебування в дорозі з моїм гуртом". Ізраїльська скрипалька Шир-Ран Інон приєдналася до гурту на гастролях, як її заміна, будучи відібраною на відкритому прослуховуванні, на яке вона надіслала відеозапис.
5 травня 2016 року Мерлін Саттер була замінена на Алена Аккермана, Анна Мерфі - на Міхаліну Маліш, а Іво Хензі - на Йонаса Вольфа. У заявах гурту і трьох музикантів зазначалося, що Саттера було виключено з гурту, а Мерфі і Хензі вирішили піти разом з них. Вони заявили, що почнуть продюсувати нові пісні разом, водночас продовжуючи гастролювати з Eluveitie до їхніх останніх концертів, запланованих на червень. Зрештою вони створили гурт Cellar Darling.

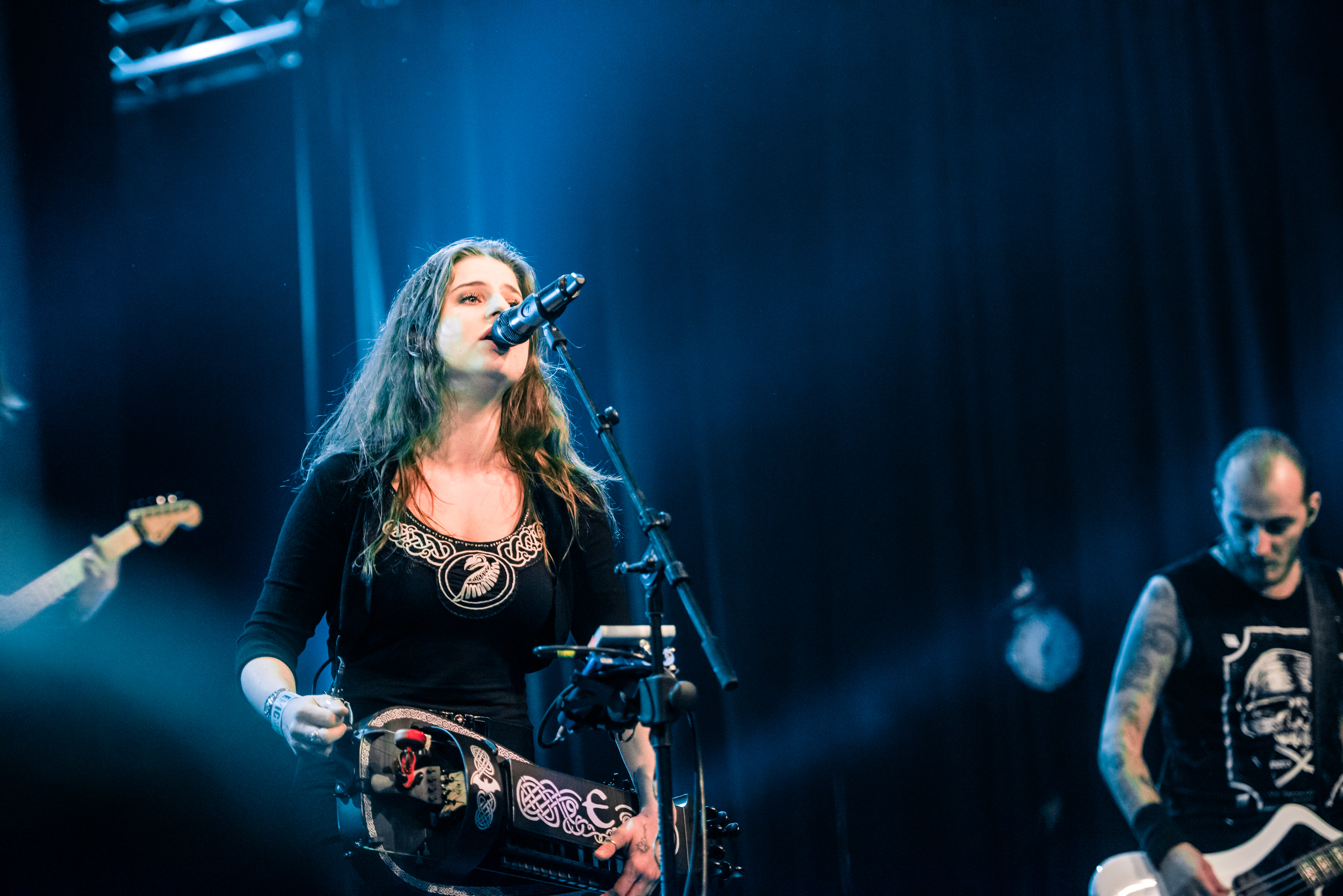
Анна Мерфі співає та грає на колісній лірі з Eluveitie 22 листопада 2015 року

У липні 2016 року було оголошено про відхід Шир-Ран Інон, яка заявила, що її контракт закінчився, і до гурту повернулася Ніколь Анспергер. У вересні Eluveitie оголосили на Facebook, що розпочали роботу над другою частиною Evocation I: The Arcane Dominion.

### Ategnatos (2017 - теперішній час)
Альбом під назвою Evocation II: Pantheon, вийшов 18 серпня 2017 року. У січні 2017 року гурт представив свій новий склад, до якого приєднався Фаб'єн Ерні. Ерні була представлена гурту Йонасом Вольфом, вони познайомилися під час навчання у музичному коледжі в Данії. Приєднавшись до гурту, Ерні почала вчитися грати на кельтській арфі, щоб доповнити асортимент народних і металевих інструментів Eluveitie, і зайняла позицію фронтвумен колективу.
14 жовтня 2017 року Eluveitie оголосили про запис нового альбому та випустили новий кліп під назвою «Rebirth». став першим неакустичним альбомом, записаним новим складом гурту. На офіційній сторінці гурту в Instagram було оголошено, що новий альбом отримав назву "Ategnatos". Його реліз відбувся 5 квітня 2019 року.
2 червня 2022 року гурт випустив новий сингл "Aidus" разом із відеокліпом. 5 липня гурт оголосив, що Міхаліна Маліш покинула колектив за власним бажанням. 14 жовтня гурт представив ще один сингл "Exile of the Gods" і відповідний відеокліп.
7 квітня 2023 року Ніколь Анспергер оголосила через соціальні мережі, що планує покинути Eluveitie. Однак 25 січня 2024 року Анспергер підтвердила, що все ще залишається учасницею гурту.  29 травня 2024 року гурт повідомив, що Леа-Софі Фішер замінить Ніколь Анспергер.
5 червня 2024 гурт оголосив, що проведе тур «ÁNV RISING – EUROPE PT I», який запланований по всій Європі на початку 2025 року. У турі, разом з ними візьмуть участь молдавська метал-сенсація Infected Rain та сучасний металевий гурт Ad Infinitum.
5 грудня 2024 року Eluveitie випустили перший новий сингл «Premonition» за два роки.
21 січня 2025 року гурт випустив новий відеокліп на пісню "The Prodigal Ones" з майбутнього альбаму “Ànv” випуск якого заплановано на 25 квітня 2025 року.
7 березня гурт випустив кліп на пісню Awen 

## Учасники
Поточний склад
- Хріґель Ґланцманн (Chrigel Glanzmann) — ведучий вокаліст, мандола, свисток, пищалка, ґаїта, акустична гітара, боран (з 2002)
- Кей Брем (Kay Brem) — бас-гітара (з 2008)
- Рафаель Зальцманн (Rafael Salzmann) — соло-гітара (з 2012)
- Маттео Сісті (Matteo Sisti) — волинка, свистки (з 2014)
- Фаб'єн Ерні (Fabienne Erni) — вокал, кельтська арфа, мандола (з 2016)
- Ален Акерманн (Alain Ackermann) — барабани (з 2016)
- Джонас Вульф (Jonas Wolf) — гітара (з 2016)
- Леа-Софі Фішер (Lea-Sophie Fischer) — скрипка (з 2023)

Запрошені музиканти
- Лів Крістін (Liv Kristine) — вокал (2016)
- Шир-Ран Їнон (Shir-Ran Yinon) — скрипка, вокал (2015—2016)
- Фреді Шнайдер (Fredy Schnyder) — цимбали (2009, 2011)
- Торбйорн «Тебон» Шей (Torbjørn «Thebon» Schei) — вокал (2010)
- Брендан Ваде (Brendan Wade) — ірландська волинка (2010)
- Даніі Янг (Dannii Young) — голос оповідача (2010)
- Міна Фідлер (Mina the Fiddler) — п'ятиструнний альт (2009)
- Олівер Са Тюр (Oliver Sa Tyr) — Ірландський бузукі (2009)
- Алан Аверіл (Alan Averill) — вокал (2009)

Колишні учасники
- Ніколь Анспергер (Nicole Ansperger) — скрипка (2013—2015, з 2016—2024)
- Анні Рідіґер (Annika Maria Riediger) — колісна ліра (2022—2024)
- Міхаліна Маліш (Michalina Malisz) — колісна ліра (2016—2022)
- Мерлін Зуттер (Merlin Sutter) — ударні (2004—2016)
- Іво Генці (Ivo Henzi) — ритм-гітара (2004—2016)
- Анна Мерфі (Anna Murphy) — колісна ліра, спів (2006—2016)
- Патрік «Педе» Кістлер (Patrick «Päde» Kistler) — волинка, свистки (2008—2014)
- Мері Тадіч (Meri Tadic) — віолончель, спів (2003—2013)
- Сімеон Кох (Siméon Koch) — гітара (з 2004)
- Севан Кірдер (Sevan Kirder) — волинки, флейти, свистки, спів (2003—2008)
- Рафі Кірдер (Rafi Kirder) — бас-гітара, спів (2004—2008)
- Северін Біндер (Severin Binder) — волинки, флейти, свистки, спів (2004—2006)
- Лінда Сутер (Linda Suter) — скрипка, спів (2003—2004)
- Сара Кінер (Sarah Kiener) — колісна ліра, crumhorn, акордеон, спів (2005—2006, гість 2009)
- Дані Фюрер (Dani Fürer) — гітара (2003—2004)
- Діде Марфурт (Dide Marfurt) — колісна ліра, волинки (2003—2004)
- Ґ'ян Альбертін (Gian Albertin) — бас-гітара, спів, звукові ефекти (2003—2004)
- Даріо Гофштеттер (Dario Hofstetter) — ударні (2003—2004)
- Ів Трібельгорн (Yves Tribelhorn) — ритм-гітара (2003—2004)
- Філіпп Райнманн (Philipp Reinmann) — ірландська бузука (2003—2004)
- Матту Акерман (Mattu Ackerman) — скрипка (2003—2004)

## Дискографія
Студійні альбоми
- Vên — 2003 (перевидано 2004)
- Spirit — 2006
- Slania — 2008
- Evocation I — The Arcane Dominion — 2009
- Everything Remains As It Never Was — 2010
- Helvetios — 2012
- Origins — 2014
- Evocation II — Pantheon — 2017
- Ategnatos — 2019